# Нтетема, Вики
Вики Нтетема (род. 1958, Дар-эс-Салам) — танзанийская журналистка, известная после обнародования истории об убийстве лиц с альбинизмом в Танзании. Была исполнительным директором организации Under the Same Sun (UTSS).

## Жизнь и карьера
Нтетема родилась в Танзании в 1958 году. Получив государственную стипендию, она училась в Советском Союзе и получила степень магистра журналистики в 1985 году, а также в Лондонской школе экономики в Великобритании степень магистра в области разработки информационных систем в 1998 году. В 1991 году Нтетема присоединилась к Би-би-си в Лондоне как журналистка электронных СМИ на суахили (в качестве радиоведущей и продюсера), в 2006 году стала главной журналисткой и руководительницей бюро Всемирной службы Би-би-си в Танзании. На Нтетему обратили внимание, когда в 2008 году она рассказала историю об убийстве людей с альбинизмом в Танзании Позже Нтетема покинула Би-би-си, чтобы стать исполнительным директором канадской благотворительной организации Under the Same Sun в Танзании, продвигающей права людей с альбинизмом. Этот пост она занимала до выхода на пенсию в мае 2018 года.

## Сообщения о преследовании лиц с альбинизмом в Танзании
Тайное расследование Нтетемы показало, что некоторые танзанийцы видели в людях с альбинизмом призрачных существ, а местные знахари считали «части их тела мощными ингредиентами для магических чар», приносящими успех. Её репортажи привлекли международное внимание к ситуации. Из-за угроз в свой адрес Нтетема была вынуждена скрываться, нуждалась в круглосуточной охране и дважды выезжала из страны из соображений собственной защиты.
В 2010 году Международный женский медиафонд наградил её премией «Отвага в журналистике» за её репортажи. В 2016 году госсекретарь США Джон Керри наградил Нтетему Международной женской премией за отвагу. В 2013 году она получила Tanzania Women of Achievement Award за достижения в категории «Информация и связь».